# Кошаркашка репрезентација Француске
Кошаркашка репрезентација Француске (фр. Équipe de France de basketball) представља Француску на међународним кошаркашким такмичењима.

## Учешћа на међународним такмичењима

### Олимпијске игре(11)
| 1936. | ?                       | 19—21.                |                       |                       |                       |
| 1948. | Финале                  |                       |                       |                       |                       |
| 1952. | Четвртфинале            | 8.                    |                       |                       |                       |
| 1956. | Утакмица за треће место | 4.                    |                       |                       |                       |
| 1960. | Прва фаза               | 10.                   |                       |                       |                       |
| 1964. | Није се квалификовала   | Није се квалификовала | Није се квалификовала | Није се квалификовала | Није се квалификовала |
| 1968. | Није се квалификовала   | Није се квалификовала | Није се квалификовала | Није се квалификовала | Није се квалификовала |
| 1972. | Није се квалификовала   | Није се квалификовала | Није се квалификовала | Није се квалификовала | Није се квалификовала |
| 1976. | Није се квалификовала   | Није се квалификовала | Није се квалификовала | Није се квалификовала | Није се квалификовала |
| 1980. | Није се квалификовала   | Није се квалификовала | Није се квалификовала | Није се квалификовала | Није се квалификовала |
| 1984. | Прва фаза               | 11.                   |                       |                       |                       |
| 1988. | Није се квалификовала   | Није се квалификовала | Није се квалификовала |                       |                       |
| 1992. | Није се квалификовала   | Није се квалификовала | Није се квалификовала |                       |                       |
| 1996. | Није се квалификовала   | Није се квалификовала | Није се квалификовала |                       |                       |
| 2000. | Финале                  |                       |                       |                       |                       |
| 2004. | Није се квалификовала   | Није се квалификовала |                       |                       |                       |
| 2008. | Није се квалификовала   | Није се квалификовала |                       |                       |                       |
| 2012. | Четвртфинале            | 6.                    |                       |                       |                       |
| 2016. | Четвртфинале            | 6.                    |                       |                       |                       |
| 2020. | Финале                  |                       |                       |                       |                       |
| 2024. | Финале                  |                       |                       |                       |                       |

### Светска првенства(9)
| Година | Домет                | Ут.              | Доб.             | Изг.             | Позиција         |
| ------ | -------------------- | ---------------- | ---------------- | ---------------- | ---------------- |
| 1950.  | Завршна рунда        | 8                | 2                | 6                | 6.               |
| 1954.  | Завршна рунда        | 9                | 4                | 5                | 4.               |
| 1959.  | Није учествовала     | Није учествовала | Није учествовала | Није учествовала | Није учествовала |
| 1963.  | Завршна рунда        | 9                | 4                | 5                | 5.               |
| 1967.  | Није учествовала     | Није учествовала | Није учествовала | Није учествовала | Није учествовала |
| 1970.  | Није учествовала     | Није учествовала | Није учествовала | Није учествовала | Није учествовала |
| 1974.  | Није учествовала     | Није учествовала | Није учествовала | Није учествовала | Није учествовала |
| 1978.  | Није учествовала     | Није учествовала | Није учествовала | Није учествовала | Није учествовала |
| 1982.  | Није учествовала     | Није учествовала | Није учествовала | Није учествовала | Није учествовала |
| 1986.  | Прва фаза            | 5                | 3                | 2                | 13.              |
| 1990.  | Није учествовала     | Није учествовала | Није учествовала | Није учествовала | Није учествовала |
| 1994.  | Није учествовала     | Није учествовала | Није учествовала | Није учествовала | Није учествовала |
| 1998.  | Није учествовала     | Није учествовала | Није учествовала | Није учествовала | Није учествовала |
| 2002.  | Није учествовала     | Није учествовала | Није учествовала | Није учествовала | Није учествовала |
| 2006.  | Четвртфинале         | 9                | 6                | 3                | 5.               |
| 2010.  | Осмина финала        | 6                | 3                | 3                | 13.              |
| 2014.  | Утакмица за 3. место | 9                | 6                | 3                |                  |
| 2019.  | Утакмица за 3. место | 8                | 6                | 2                |                  |
| 2023.  | 18.                  | 5                | 3                | 2                | —                |
| Укупно | —                    | 68               | 37               | 31               | —                |

### Европска првенства(40)
| Година | Домет                   | Позиција              |
| ------ | ----------------------- | --------------------- |
| 1935.  | -                       | 5.                    |
| 1937.  | Утакмица за треће место |                       |
| 1939.  | Утакмица за треће место | 4.                    |
| 1946.  | Утакмица за треће место | 4.                    |
| 1947.  | -                       | 5.                    |
| 1949.  | -                       |                       |
| 1951.  | Утакмица за треће место |                       |
| 1953.  | -                       |                       |
| 1955.  | Прва фаза               | 9.                    |
| 1957.  | -                       | 8.                    |
| 1959.  | -                       |                       |
| 1961.  | Утакмица за треће место | 4.                    |
| 1963.  | Прва фаза               | 13.                   |
| 1965.  | Прва фаза               | 9.                    |
| 1967.  | Прва фаза               | 11.                   |
| 1969.  | Није се квалификовала   | Није се квалификовала |
| 1971.  | Прва фаза               | 10.                   |
| 1973.  | Прва фаза               | 10.                   |
| 1975.  | Није се квалификовала   | Није се квалификовала |
| 1977.  | Прва фаза               | 11.                   |
| 1979.  | Четвртфинале            | 8.                    |
| 1981.  | Четвртфинале            | 8.                    |
| 1983.  | Четвртфинале            | 5.                    |
| 1985.  | Четвртфинале            | 6.                    |
| 1987.  | Прва фаза               | 9.                    |
| 1989.  | Четвртфинале            | 6.                    |
| 1991.  | Утакмица за треће место | 4.                    |
| 1993.  | Четвртфинале            | 7.                    |
| 1995.  | Четвртфинале            | 8.                    |
| 1997.  | Друга фаза              | 10.                   |
| 1999.  | Утакмица за треће место | 4.                    |
| 2001.  | Четвртфинале            | 6.                    |
| 2003.  | Утакмица за треће место | 4.                    |
| 2005.  | Утакмица за треће место |                       |
| 2007.  | Четвртфинале            | 8.                    |
| 2009.  | Четвртфинале            | 5.                    |
| 2011.  | Финале                  |                       |
| 2013.  | Финале                  |                       |
| 2015.  | Утакмица за треће место |                       |
| 2017.  | Осмина финала           | 12.                   |
| 2022.  | Финале                  |                       |
| 2025.  | —                       | —                     |

## Појединачни успеси
- Идеални тим Светског првенства:
  - Максим Дориго (1963)
  - Никола Батум (2014)
  - Еван Фурније (2019)
- Најкориснији играч Европског првенства:
  - Тони Паркер (2013)
- Идеални тим Европског првенства:
  - Тони Паркер (2003, 2011, 2013)
  - Стефан Островски (1989)
  - Борис Дијао (2005)
  - Нандо де Коло (2015)
  - Руди Гобер (2022)